# Alfonso Fadrique de Aragón
Don Alfonso Fadrique de Aragón (deut: Alfons Friedrich von Aragón; katal.: N'Anfós Frederic d'Aragó; * um 1290; † 1338) war ein Regent (Vikar) des katalanisch regierten Herzogtums Athen.

## Leben
Alfonso war ein unehelicher Sohn von König Friedrich II. von Sizilien und dessen Geliebter Sibylle Sormella. Er wuchs am Hofe seines Onkels, König Jakob II. von Aragón auf. Von seinem Vater wurde er 1317 zum Vikar des Herzogtums Athen ernannt, in Nachfolge des zuvor verstorbenen Berenguer Estanyol. Mit zehn Galeeren landete er im Sommer 1317 im Piräus um darauf in Athen die Huldigung der katalanischen Kompanie entgegenzunehmen. Alfonso herrschte formal im Namen seines Halbbruders, Herzog Manfred, und nachdem dieser wenig später starb für Herzog Wilhelm II., die aber nie in das Herzogtum kamen.
Gleich nach seinem Eintreffen machte sich Alfonso daran, das Herzogtum auszubauen. Er verheiratete sich mit der Tochter von Bonifazio da Verona und beanspruchte damit dessen Erbe auf Euböa (Karystos). Damit brach er einen Krieg mit Venedig vom Zaun, das über Euböa gebot. Mit 2000 katalanischen Söldnern schlug Alfonso eine Brücke über die Meerenge des Euripos und marschierte über sie auf die Insel. Der venezianische Statthalter war davon so überrascht, dass er eigenmächtig einen Waffenstillstand mit den Katalanen aushandelte. Zum Ende 1317 starb Alfonsos Schwiegervater, wodurch er nun Karystos in Besitz nehmen konnte. In einem Waffenstillstand mit Venedig wurde darauf der Status quo vereinbart. Der Friede blieb brüchig, da Alfonso Raubzüge gegen alle seine Nachbarn durchführte und mit Hilfe von türkischen Korsaren venezianische Schiffe in der Ägäis aufbrachte. Erst 1319 kam es auf Druck König Friedrichs II. von Sizilien zu einem zeitlich befristeten Frieden mit Venedig, in dem Alfonso seine Eroberungen weitgehend bestätigt bekam. Nur der Besitz von Karystos blieb weiter umstritten, den Venedig nicht bereit war anzuerkennen.
Nachdem 1318 der letzte Despot von Thessalien, Johannes II. Angelos, gestorben war, bemächtigte sich Alfonso nach einem schnellen Zug durch die Thermophylen der Städte Phthiotis, Neopatra, Zeitun, Gardiki, Pharsala und Domokos. Das so eroberte Gebiet vereinte er als Herzogtum Neopatria mit Athen. 1320 konnte Alfonso das Fürstentum Salona für sich sichern, nachdem dort Roger Deslaur gestorben war. Gegen Ende des Jahres 1330 trat Alfonso von seinem Vikariat zurück und übergab es an Nicolas de Lancia. Als Ausgleich wurde er von seinem Vater zum Grafen von Malta und Gozo ernannt, blieb aber weiterhin in Griechenland aktiv.
Alfonso Fadrique gilt als eigentlicher Begründer der katalanisch-aragonesischen Herrschaft in Griechenland. Unter ihm wurde die verwilderte Herrschaft der katalanischen Kompanie geordnet und gegen die umliegenden feindlich gesinnten Nachbarn behauptet. Durch den Frieden mit Venedig konnte er die Front seiner Gegner schwächen, was sich 1332 auszahlte, als der junge Walter von Brienne, trotz der Unterstützung des Papstes und den Anjou, mit einem Rückeroberungsversuch seines Erbes scheiterte. 1335 wurden Alfonso, wie auch Herzog Wilhelm II. und die gesamte katalanische Kompanie vom Papst exkommuniziert. Nach seinem Tod zerfiel zunehmend die Ordnung im Herzogtum.

## Nachkommen
Mit seiner Frau Muriella da Verona hatte er die Kinder:
- Pietro Fadrique de Aragón († 1355), Graf von Malta und Gozo, Herr von Salona
- Jaime Fadrique de Aragón († 1366) ⚭ mit Giulia Barozzi[1], Graf von Malta und Gozo, Herr von Salona
- Juan Fadrique de Aragón († um 1366), Herr von Aegina
- Bonifacio Fadrique de Aragón († um 1375/76) ⚭ mit Dulce Barozzi[1], Herr von Karystos (1365 an Venedig verkauft), ab 1366 Herr von Aegina
- Simona Fadrique de Aragón, ⚭ mit Giorgio II. Ghisi († 1358), Triarch von Negroponte und Herr von Tinos und Mykonos